# Gångrekord
Gångrekord är ett idrottsbegrepp. Gångsporten tillhör internationellt friidrotten och deltar i dess internationella mästerskap, och har världsrekord som redovisas av Internationella friidrottsförbundet. Flera tidigare världsrekord är satta av svenska gångare (bl.a. Olle Andersson, Ann Jansson, Stefan Johansson, John Ljunggren, John Mikaelsson och Harry Olsson).
För att rekord ska godkännas gäller de regler som står i artikeln Friidrottsrekord.

## Gångrekord

### 3 000 meter bana

#### Damer inomhus
| Rekord                 | Notering | Rekordinnehavare  | Plats    | Datum      | Senast kollat/uppdaterat |
| ---------------------- | -------- | ----------------- | -------- | ---------- | ------------------------ |
| Världsrekord           | 11:40.33 | Claudia Stef      | Bukarest | 1999-01-30 | 2020-03-14               |
| Afrikanskt rekord      | 14:13.46 | Tahani Ghazal     | Lyon     | 2018-02-03 | 2020-03-14               |
| Asiatiskt rekord       | 12:42.65 | Yuko Sato         | Osaka    | 1994-02-11 | 2020-03-14               |
| Europeiskt rekord      | 11:40.33 | Claudia Stef      | Bukarest | 1999-01-30 | 2020-03-14               |
| Nordamerikanskt rekord | 12:20.79 | Debbi Lawrence    | Toronto  | 1993-03-12 | 2020-03-14               |
| Oceaniskt rekord       | 11:53.82 | Kerry Saxby-Junna | Toronto  | 1993-03-13 | 2020-03-14               |
| Sydamerikanskt rekord  | 13:24.95 | Miriam Ramón      | Sevilla  | 1991-03-09 | 2020-03-14               |

### 5 000 meter bana

#### Herrar inomhus
| Rekord                 | Notering | Rekordinnehavare    | Plats        | Datum      | Senast kollat/uppdaterat |
| ---------------------- | -------- | ------------------- | ------------ | ---------- | ------------------------ |
| Världsrekord           | 18:07.08 | Mikhail Shchennikov | Moskva       | 1995-02-14 | 2020-03-14               |
| Afrikanskt rekord      | 19:39.92 | Hedi Terraoui       | Liévin       | 2018-02-18 | 2020-03-14               |
| Asiatiskt rekord       | 19:14.00 | Sergey Korepanov    | Karaganda    | 1995-01-28 | 2020-03-14               |
| Europeiskt rekord      | 18:07.08 | Mikhail Shchennikov | Moskva       | 1995-02-14 | 2020-03-14               |
| Nordamerikanskt rekord | 18:38.71 | Ernesto Canto       | Indianapolis | 1987-03-07 | 2020-03-14               |
| Oceaniskt rekord       | 18:52.20 | David Smith         | Indianapolis | 1987-03-07 | 2020-03-14               |
| Sydamerikanskt rekord  | 19:28.87 | Sérgio Galdino      | Toronto      | 1993-03-13 | 2020-03-14               |

### 10 000 meter bana

#### Damer utomhus
| Rekord                 | Notering | Rekordinnehavare   | Plats      | Datum      | Senast kollat/uppdaterat |
| ---------------------- | -------- | ------------------ | ---------- | ---------- | ------------------------ |
| Världsrekord           | 41:56.23 | Nadezhda Ryashkina | Seattle    | 1990-07-24 | 2020-03-14               |
| Afrikanskt rekord      | 44:41.8  | Grace Wanjiru      | Thika      | 2016-03-06 | 2020-03-14               |
| Asiatiskt rekord       | 41:37.9  | Gao Hongmiao       | Beijing    | 1994-04-07 | 2020-03-14               |
| Europeiskt rekord      | 41:56.23 | Nadezhda Ryashkina | Seattle    | 1990-07-24 | 2020-03-14               |
| Nordamerikanskt rekord | 44:13.88 | Alegna González    | Tammerfors | 2018-07-14 | 2020-03-14               |
| Oceaniskt rekord       | 41:57.22 | Kerry Saxby-Junna  | Seattle    | 1990-04-27 | 2020-03-14               |
| Sydamerikanskt rekord  | 42:02.99 | Sandra Arenas      | Trujillo   | 2018-08-25 | 2020-03-14               |

### 20 000 meter bana

#### Herrar utomhus
| Rekord                 | Notering   | Rekordinnehavare | Plats        | Datum      | Senast kollat/uppdaterat |
| ---------------------- | ---------- | ---------------- | ------------ | ---------- | ------------------------ |
| Världsrekord           | 1:17:25.6  | Bernardo Segura  | Bergen       | 1994-05-07 | 2020-03-14               |
| Afrikanskt rekord      | 1:22:51.84 | Hatem Ghoula     | Leutkirch    | 1994-09-08 | 2020-03-14               |
| Asiatiskt rekord       | 1:18:03.3  | Bo Lingtang      | Beijing      | 1994-04-07 | 2020-03-14               |
| Europeiskt rekord      | 1:18:35.2  | Stefan Johansson | Bergen       | 1992-05-15 | 2020-03-14               |
| Nordamerikanskt rekord | 1:17:25.6  | Bernardo Segura  | Bergen       | 1994-05-07 | 2020-03-14               |
| Oceaniskt rekord       | 1:19:48.1  | Nathan Deakes    | Brisbane     | 2001-09-04 | 2020-03-14               |
| Sydamerikanskt rekord  | 1:20:23.8  | Andrés Chocho    | Buenos Aires | 2011-06-05 | 2020-03-14               |

### 30 000 meter bana

#### Herrar utomhus
| Rekord                 | Notering   | Rekordinnehavare  | Plats            | Datum      | Senast kollat/uppdaterat |
| ---------------------- | ---------- | ----------------- | ---------------- | ---------- | ------------------------ |
| Världsrekord           | 2:01:44.1  | Maurizio Damilano | Cuneo            | 1992-10-03 | 2020-03-14               |
| Afrikanskt rekord      | 2:19:21.31 | Hatem Ghoula      | Reims            | 2011-03-12 | 2020-03-14               |
| Asiatiskt rekord       |            |                   |                  |            |                          |
| Europeiskt rekord      | 2:01:44.1  | Maurizio Damilano | Cuneo            | 1992-10-03 | 2020-03-14               |
| Nordamerikanskt rekord | 2:04:55.5  | Guillaume LeBlanc | Sept Iles        | 1990-09-16 | 2020-03-14               |
| Oceaniskt rekord       | 2:09:20.4  | Craig Barrett     | North Shore City | 1998-07-19 | 2020-03-14               |
| Sydamerikanskt rekord  |            |                   |                  |            |                          |

### 50 000 meter bana

#### Herrar utomhus
| Rekord                 | Notering  | Rekordinnehavare     | Plats     | Datum      | Senast kollat/uppdaterat |
| ---------------------- | --------- | -------------------- | --------- | ---------- | ------------------------ |
| Världsrekord           | 3:35:27.2 | Yohan Diniz          | Reims     | 2011-03-12 | 2020-03-14               |
| Afrikanskt rekord      | 4.21.44.5 | Abdelouaheb Ferguène | Toulouse  | 1984-03-25 | 2020-03-14               |
| Asiatiskt rekord       | 3:48:13.7 | Yongsheng Zhao       | Bergen    | 1994-05-07 | 2020-03-14               |
| Europeiskt rekord      | 3:35:27.2 | Yohan Diniz          | Reims     | 2011-03-12 | 2020-03-14               |
| Nordamerikanskt rekord | 3:41:38.4 | Raul González        | Bergen    | 1979-05-25 | 2020-03-14               |
| Oceaniskt rekord       | 3:43:50.0 | Simon Baker          | Melbourne | 1990-09-09 | 2020-03-14               |
| Sydamerikanskt rekord  | 3:57:58.0 | Cláudio dos Santos   | Blumenau  | 2008-09-20 | 2020-03-14               |

### 20 kilometer landsväg

#### Herrar
| Rekord                 | Notering | Rekordinnehavare    | Plats            | Datum      | Senast kollat/uppdaterat |
| ---------------------- | -------- | ------------------- | ---------------- | ---------- | ------------------------ |
| Världsrekord           | 1:16:36  | Yusuke Suzuki       | Nomi             | 2015-03-15 | 2020-03-14               |
| Afrikanskt rekord      | 1:19:02  | Hatem Ghoula        | Eisenhüttenstadt | 1997-05-10 | 2020-03-14               |
| Asiatiskt rekord       | 1:16:36  | Yusuke Suzuki       | Nomi             | 2015-03-15 | 2020-03-14               |
| Europeiskt rekord      | 1:17:02  | Yohann Diniz        | Arles            | 2015-03-08 | 2020-03-14               |
| Nordamerikanskt rekord | 1:17:46  | Julio René Martinez | Eisenhüttenstadt | 1999-05-08 | 2020-03-14               |
| Oceaniskt rekord       | 1:17:33  | Nathan Deakes       | Cixi             | 2005-04-23 | 2020-03-14               |
| Sydamerikanskt rekord  | 1:17:21  | Jefferson Pérez     | Saint-Denis      | 2003-08-23 | 2020-03-14               |

#### Damer
| Rekord                 | Notering | Rekordinnehavare  | Plats     | Datum      | Senast kollat/uppdaterat |
| ---------------------- | -------- | ----------------- | --------- | ---------- | ------------------------ |
| Världsrekord           | 1:24:38  | Liu Hong          | La Coruña | 2015-06-06 | 2020-03-14               |
| Afrikanskt rekord      | 1:30:40  | Grace Wanjiru     | Nairobi   | 2018-06-06 | 2020-03-14               |
| Asiatiskt rekord       | 1:24:38  | Liu Hong          | La Coruña | 2015-06-06 | 2020-03-14               |
| Europeiskt rekord      | 1:25:02  | Jelena Lasjmanova | London    | 2012-08-11 | 2020-03-14               |
| Nordamerikanskt rekord | 1:26:17  | Lupita González   | Rom       | 2016-05-07 | 2020-03-14               |
| Oceaniskt rekord       | 1:27:44  | Jane Saville      | Naumburg  | 2004-05-02 | 2020-03-14               |
| Sydamerikanskt rekord  | 1:25:29  | Glenda Morejón    | La Coruña | 2019-06-08 | 2020-03-14               |

### 50 kilometer landsväg

#### Herrar
| Rekord                 | Notering | Rekordinnehavare | Plats     | Datum      | Senast kollat/uppdaterat |
| ---------------------- | -------- | ---------------- | --------- | ---------- | ------------------------ |
| Världsrekord           | 3:32:33  | Yohann Diniz     | Zürich    | 2014-08-15 | 2020-03-14               |
| Afrikanskt rekord      | 3:54:12  | Marc Mundell     | Melbourne | 2015-12-13 | 2020-03-14               |
| Asiatiskt rekord       | 3:36:06  | Yu Chaohong      | Nanjing   | 2005-10-22 | 2020-03-14               |
| Europeiskt rekord      | 3:32:33  | Yohann Diniz     | Zürich    | 2014-08-15 | 2020-03-14               |
| Nordamerikanskt rekord | 3:41:09  | Erick Barrondo   | Dudince   | 2013-03-23 | 2020-03-14               |
| Oceaniskt rekord       | 3:35:47  | Nathan Deakes    | Geelong   | 2006-12-02 | 2020-03-14               |
| Sydamerikanskt rekord  | 3:42:57  | Andrés Chocho    | Juárez    | 2016-03-06 | 2020-03-14               |

#### Damer
| Rekord                 | Notering | Rekordinnehavare | Plats          | Datum      | Senast kollat/uppdaterat |
| ---------------------- | -------- | ---------------- | -------------- | ---------- | ------------------------ |
| Världsrekord           | 3:59:15  | Liu Hong         | Huangshan      | 2019-03-09 | 2020-03-14               |
| Afrikanskt rekord      | 4:48:00  | Natalie Le Roux  | Taicang        | 2018-05-05 | 2020-03-14               |
| Asiatiskt rekord       | 3:59:15  | Liu Hong         | Huangshan      | 2019-03-09 | 2020-03-14               |
| Europeiskt rekord      | 4:04:50  | Eleonora Giorgi  | Alytus         | 2019-05-19 | 2020-03-14               |
| Nordamerikanskt rekord | 4:13:56  | Mirna Ortiz      | Guatemala City | 2019-02-24 | 2020-03-14               |
| Oceaniskt rekord       | 4:09:33  | Claire Tallent   | Taicang        | 2018-05-05 | 2020-03-14               |
| Sydamerikanskt rekord  | 4:11:12  | Johana Ordóñez   | Lima           | 2019-08-11 | 2020-03-14               |